# 托波里 (魯任區)
49°39′13″N 29°18′48″E / 49.65361°N 29.31333°E
托波里（烏克蘭語：Топори）是位於烏克蘭北部日托米爾州裏別爾季切夫區的村莊，始建於1582年，面積4.24平方公里，海拔高度234米，2001年人口1,109，人口密度每平方公里261.87人。